# Well-Intended Love
Well-Intended Love (caratteri cinesi: 奈何BOSS要娶我; pinyin: Nàihé BOSS Yào Qǔ Wǒ) è una serie televisiva cinese del 2019, con protagonisti Simona Wang Shuang e Xu Kaicheng, distribuita internazionalmente su Netflix.
Protagonista della trama è l'attrice di terz'ordine Xia Lin (Wang Shuang), a cui viene diagnosticata la leucemia. L'unico modo per assicurarsi che venga effettuato il trapianto di midollo osseo che le serve per sopravvivere è stringere un accordo matrimoniale con Ling Yizhou (Xu Kaicheng), il giovane e affascinante CEO di una potente azienda.

## Cast
- Simona Wang: Xia Lin, un'aspirante attrice a cui viene diagnosticata la leucemia. Firma un contratto di matrimonio di due anni con Ling Yizhou.
- Xu Kaicheng: Ling Yizhou, il severo CEO del Lingshi Group, che accetta di donare il suo midollo osseo a Xia Lin in cambio della sua mano in matrimonio.
- Ian Yi: Chu Yan, un attore famoso e amico d'infanzia di Ling Yizhou
- Liu Jiaxi: Jia Fei, migliore amica e coinquilina di Xia Lin, che diventa poi la fidanzata di Wen Li
- Huang Qianshuo: Wen Li, l'assistente personale di Ling Yizhou, che diventa poi il fidanzato di Jia Fei
- Sun Jiaqi: An Ran, amica d'infanzia di Chu Yan e Ling Yizhou, di cui è segretamente innamorata (stagione 1)
- Kiwi Shang: as Yin Shuangshuang, una celebrity e amica di Chu Yan
- Yang Haoming: Nan Jintian, vicino di casa di Xia Lin e Ling Yizhou, che si rivela poi essere il fratellastro di quest'ultimo che cospira con An Ran per creare problemi a Xia Lin (stagione 1)
- Chen Xinru: Yang Tong, l'assistente personale di Xia Lin (stagione 1)

## Episodi

### Stagione 1 (2019)
| nº | Titolo      | Prima TV Cina    | Sinossi |
| -- | ----------- | ---------------- | --- |
| 1  | Episodio 1  | 17 gennaio 2019  | L'attrice di terz'ordine Xia Lin incontra il dirigente Ling Yizhou, che risulta avere qualcosa di cui lei ha disperatamente bisogno.                                      |
| 2  | Episodio 2  | 17 gennaio 2019  | Xia Lin partecipa con Yizhou a una mostra di gioielli. Qui incontra l'ex fidanzato Zhao Jiayan che tenta di umiliarla, ma la cosa gli si ritorce contro.                  |
| 3  | Episodio 3  | 17 gennaio 2019  | La coppia vive ormai sotto lo stesso tetto e Yizhou racconta del matrimonio a Chu Yan e An Ran, ma Xia Lin preferirebbe tenere tutto nascosto.                            |
| 4  | Episodio 4  | 18 gennaio 2019  | Yizhou accompagna Xia Lin al lavoro e s'imbatte nell'attrice Yin Shuangshuang. Questa chiede aiuto alla collega per contattare Yizhou riguardo a una conferenza stampa.   |
| 5  | Episodio 5  | 18 gennaio 2019  | Il nuovo account di Yizhou sul social media vanta innumerevoli follower. An Ran trova un complice per sabotare il matrimonio di Yizhou e Xia Lin.                         |
| 6  | Episodio 6  | 18 gennaio 2019  | Xia Lin accetta un nuovo ruolo e incontra Nan Jintian, il misterioso proprietario del cane che ha trovato. An Ran tende un'altra trappola alla giovane.                   |
| 7  | Episodio 7  | 24 gennaio 2019  | Dopo un incidente, Yizhou inizia ad allontanarsi da Xia Lin. In rete girano voci su Chu Yan e Xia Lin.                                                                    |
| 8  | Episodio 8  | 24 gennaio 2019  | Quando gli sforzi per riconquistare il cuore di Yizhou si rivelano vani, Xia Lin cerca consolazione a casa di Jintian a cui racconta del suo matrimonio.                  |
| 9  | Episodio 9  | 31 gennaio 2019  | Yizhou s'insospettisce per il tè che gli offre An Ran. Il padre di Chu Yan umilia Xia Lin, mettendo a rischio il rapporto di lavoro con Yizhou.                           |
| 10 | Episodio 10 | 31 gennaio 2019  | La relazione di Yizhou e Xia Lin diventa di dominio pubblico. Jintian mette in atto il suo piano e l'attrice scopre una spiacevole verità.                                |
| 11 | Episodio 11 | 31 gennaio 2019  | Dopo aver ascoltato la commovente confessione di Yizhou, Xia Lin cerca di andare avanti da sola accettando un nuovo lavoro e ritornando nel suo vecchio appartamento.     |
| 12 | Episodio 12 | 5 febbraio 2019  | Il colloquio di Xia Lin per una pubblicità si rivela insidioso. Yizhou stringe un accordo con il padre di Chu Yan e Jintian discute un nuovo piano con An Ran.            |
| 13 | Episodio 13 | 5 febbraio 2019  | Quando una prova incastra Xia Lin per un crimine, Yizhou sospetta un imbroglio e affronta una persona a lei vicina.                                                       |
| 14 | Episodio 14 | 7 febbraio 2019  | Yizhou aiuta a rivelare il complotto di An Ran, causando una tempesta mediatica. Xia Lin accetta un nuovo ruolo e incontra una donna misteriosa in un negozio di vestiti. |
| 15 | Episodio 15 | 7 febbraio 2019  | Jia Fei chiede a Xia Lin di fare la coprotagonista con Chu Yan nel suo film sull'amore non corrisposto. Xia Lin cerca di aiutare Yizhou a riconciliarsi con la madre.     |
| 16 | Episodio 16 | 12 febbraio 2019 | Xia Lin scopre il passato travagliato e intrecciato di Yizhou e Jintian e apprende delle notizie inaspettate che potrebbero cambiarle la vita.                            |
| 17 | Episodio 17 | 12 febbraio 2019 | Jintian si mostra a Xia Lin per quello che è mentre Yizhou corre contro il tempo per trovarla, ma An Ran è l'unica che può aiutarlo a rintracciare il colpevole.          |
| 18 | Episodio 18 | 14 febbraio 2019 | Quando i suoi tentativi di fuga si rivelano vani, Xia Lin riesce a raggirare Jintian e invia un segnale a Yizhou, ma lui è un passo avanti a lei.                         |
| 19 | Episodio 19 | 14 febbraio 2019 | Con il destino di Yizhou appeso a un filo, Xia Lin e Chu Yan devono evitare che una persona a lui vicina prenda il controllo del Gruppo Lingshi.                          |
| 20 | Episodio 20 | 14 febbraio 2019 | Yizhou dice alla madre di non volersi vendicare di Jintian. Xia Lin affronta un'imprevedibile minaccia.                                                                   |

### Stagione 2 (2020)
| nº | Titolo      | Prima TV Cina    | Sinossi |
| -- | ----------- | ---------------- | --- |
| 1  | Episodio 1  | 13 febbraio 2020 | L'attrice Xia Lin incontra il ricco uomo d'affari Ling Yizhou e il loro incontro viene scoperto dai paparazzi, dando vita a molte chiacchiere.                             |
| 2  | Episodio 2  | 13 febbraio 2020 | Xia Lin affronta Ling Yizhou riguardo al suo scioccante annuncio. L'uomo spiega che il modo migliore per sfuggire a uno scandalo è trasformarlo in una storia positiva.    |
| 3  | Episodio 3  | 13 febbraio 2020 | Presentandosi come una coppia, Xia Lin e Ling Yizhou arrivano a una villa per partecipare a un reality show, dove un cane crea complicazioni inaspettate.                  |
| 4  | Episodio 4  | 20 febbraio 2020 | Il primo giorno di riprese di un nuovo film Xia Lin viene spinta in acqua con malizia, ma per fortuna è tratta in salvo dal collega Chu Yan.                               |
| 5  | Episodio 5  | 20 febbraio 2020 | Jia Fei consiglia a Xia Lin di andare a convivere con Ling Yizhou, i cui gesti romantici cominciano a far pensare a Xia Lin che la loro relazione sia vera.                |
| 6  | Episodio 6  | 27 febbraio 2020 | Xia Lin e Ling Yizhou chiariscono un malinteso. Xia Lin si ubriaca e riflette sui suoi sentimenti. Fu Weining trama contro Ling Yizhou.                                    |
| 7  | Episodio 7  | 27 febbraio 2020 | Ling Yizhou e Xia Lin danno una svolta alla loro convivenza. Chu Yan pala onestamente con suo padre, poi si apre con Ling Yizhou.                                          |
| 8  | Episodio 8  | 27 febbraio 2020 | Xia Lin compie una mossa audace, poi va a trovare la nonna di Ling Yizhou insieme a lui. Chu Yan ha dei problemi in azienda, ma riceve un aiuto inaspettato.               |
| 9  | Episodio 9  | 5 marzo 2020     | Chu Yan compromette un appuntamento al buio combinato da suo padre. Ling Yizhou sorprende Xia Lin con un bel gesto, mandando la vendicativa Jiang Yushi su tutte le furie. |
| 10 | Episodio 10 | 5 marzo 2020     | Xia Lin e Ling Yizhou vengono a conoscenza dell'incidente di Yao Liang. Sconvolta dal segreto di Ling Yizhou, Xia Lin perde fiducia in lui.                                |
| 11 | Episodio 11 | 5 marzo 2020     | Jiang Yushi fa un grande annuncio con l'account social di Xia Lin. Seguendo il consiglio di Jia Fei, Xia Lin cerca di chiedere scusa a Ling Yizhou.                        |
| 12 | Episodio 12 | 12 marzo 2020    | Ling Yizhou continua a essere distante e Xia Lin decide di chiedere consiglio alla nonna del ragazzo, scoprendo così alcune ombre del suo passato.                         |
| 13 | Episodio 13 | 12 marzo 2020    | Xia Lin e Ling Yizhou si chiariscono e fanno pace. La trama ordita di Jiang Yushi le si ritorce contro, ma poi capisce che non è Ling Yizhou il colpevole.                 |
| 14 | Episodio 14 | 12 marzo 2020    | Ling Yizhou affronta Xu Weining. Xia Lin viene colpita alla testa e perde la memoria. Chu Yan e Ruan Meng hanno un incidente in ascensore.                                 |
| 15 | Episodio 15 | 19 marzo 2020    | Xia Lin ricostruisce gli ultimi due anni e chiede di sciogliere il contratto con Ling Yizhou. Il giovane accetta, ma le chiede di visitare tre luoghi insieme.             |
| 16 | Episodio 16 | 19 marzo 2020    | Un luogo dopo l'altro, Xia Lin comincia a ritornare. Nello splendido giorno del suo matrimonio, altre due coppie vivono il loro lieto fine.                                |

## Produzione
Well-Intended Love ha iniziato le trasmissioni il 17 gennaio 2019 sul servizio streaming cinese Sohu, seguite dalla pubblicazione su Netflix a maggio del 2019. La seconda stagione ha concluso le riprese nell'estate del 2019 e ha iniziato le trasmissioni su Sohu il 13 febbraio 2020. Lo streaming su Netflix internazionale ha avuto inizio ad aprile del 2020 con 16 episodi, tuttavia questi non sono ancora stati aggiunti al catalogo italiano.

## Riconoscimenti
| Premio                                                            | Categoria            | Nomination         | Risultato       | Note        |
| ----------------------------------------------------------------- | -------------------- | ------------------ | --------------- | ----------- |
| Golden Bud - Quarto Festival Annuale per il Film e la Televisione | Migliore web series  | Well-Intended Love | Candidato/a     | [ 7 ] [ 8 ] |
| Golden Bud - Quarto Festival Annuale per il Film e la Televisione | Top Ten Web Serie    | Well-Intended Love | Vincitore/trice | [ 7 ] [ 8 ] |
| Golden Bud - Quarto Festival Annuale per il Film e la Televisione | Regista dell'Anno    | Wu Qiang           | Vincitore/trice | [ 7 ] [ 8 ] |
| Golden Bud - Quarto Festival Annuale per il Film e la Televisione | Produttore dell'Anno | Liu Mingli         | Vincitore/trice | [ 7 ] [ 8 ] |
| Golden Bud - Quarto Festival Annuale per il Film e la Televisione | Miglior Attore       | Xu Kaicheng        | Candidato/a     | [ 7 ] [ 8 ] |